# Dziewięciornikowate

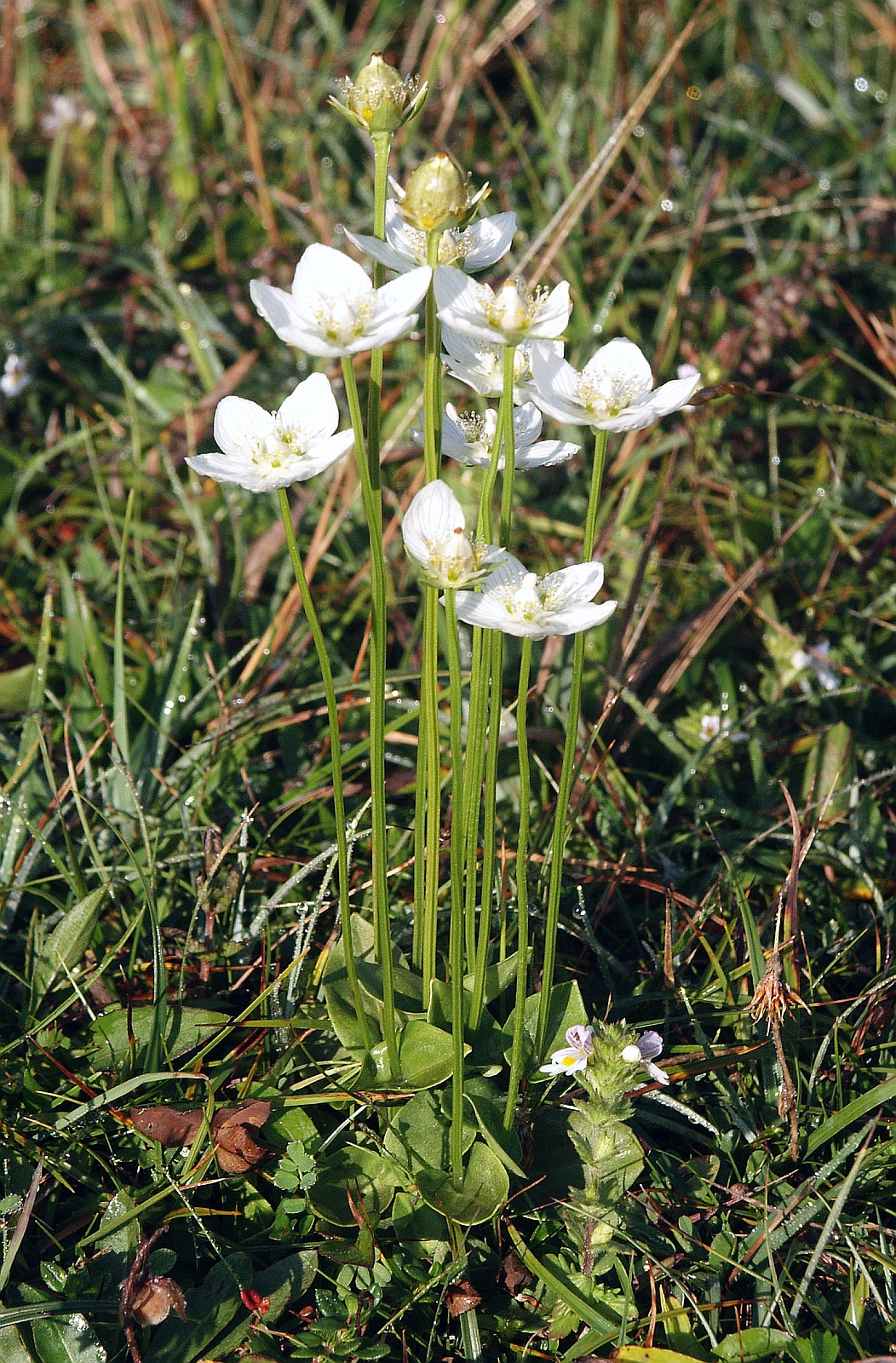
Dziewięciornik błotny

Dziewięciornikowate (Parnassiaceae S.F. Gray) – rodzina roślin blisko spokrewniona z dławiszowatymi, zaliczana do rzędu dławiszowców. W przeszłości rodzaje tu należące włączane były do rodziny skalnicowatych, jednak badania genetyczne wykazały, że są z tymi roślinami odlegle spokrewnione. Należą tu byliny występujące na terenach podmokłych, głównie strefy umiarkowanej chłodnej półkuli północnej. We florze Polski występuje tylko jeden rodzaj należący do tej rodziny – dziewięciornik. 

## Systematyka
Pozycja systematyczna według APweb (2001...)
Jedna z trzech lub czterech rodzin z rzędu dławiszowców (Celestrales), należącego do kladu różowych w obrębie okrytonasiennych. Niejasna jest relacja rodziny do dławiszowatych Celastraceae – dziewięciornikowate bywają włączane do nich lub traktowane są jako rodzina siostrzana.
Podział na rodzaje
- Lepuropetalon Elliott – takson monotypowy z jednym gatunkiem Lepuropetalon spathulatum znanym ze Stanów Zjednoczonych, Meksyku i Chile,
- Parnassia L. – dziewięciornik (50 gatunków)

Pozycja w systemie Reveala (1993-1999)
Gromada okrytonasienne (Magnoliophyta Cronquist, podgromada Magnoliophytina Frohne & U. Jensen ex Reveal, klasa Rosopsida Batsch, podklasa różowe (Rosidae Takht.), nadrząd Celestranae, rząd dziewięciornikowce (Parnassiales Nakai), rodzina dziewięciornikowate (Parnassiaceae Gray).